# نک قچا
نک قچا (به لاتین: *Qacha's Nek*) شهری در ناحیه نک قچا کشور لسوتو است. این شهر که از سال ۱۸۸۸ به عنوان مرکز کمپ‌تاون شناخته می‌شود، تنها دو کیلومتر از مرز آفریقای جنوبی فاصله دارد و در ارتفاع ۱,۹۸۰ متر (۶٬۵۰۰ فوت) از سطح دریا واقع شده است.جمعیت این شهر طبق سرشماری ۲۰۱۶، حدود ۱۵٬۹۰۰ نفر می‌باشد. نک قچا محل  بیمارستان دولتی ماشابنگ است که یکی از دو بیمارستان موجود در ناحیه به شمار می‌رود. بیمارستان دیگر، بیمارستان تبلنگ متعلق به کلیسای انجیل لسوتو است که حدود ۴۰ کیلومتر (۲۵ مایل) از نک قچا فاصله دارد و در آن سوی رودخانه رودخانه اورنج که در لسوتو به سنکوا شناخته می‌شود، واقع شده است.